# Paphiopedilum malipoense
Paphiopedilum malipoense (Пафиопедилум малипоанский, или Пафиопедилум малипо) — многолетнее трявянистое растение семейства Орхидные.
Вид не имеет устоявшегося русского названия.

## Природныеразновидностиисинонимы

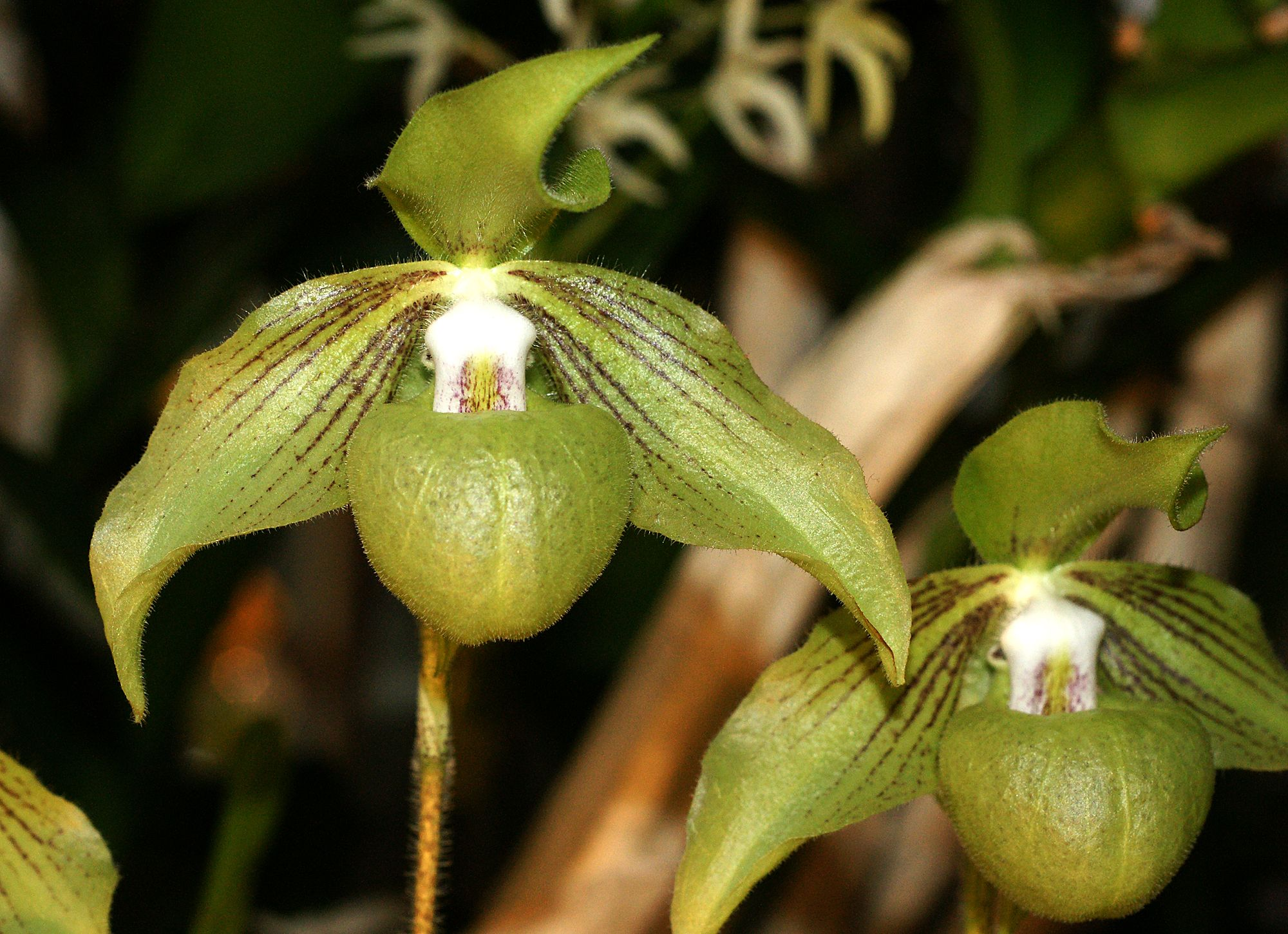
Paphiopedilum malipoense var. jackii (H.S. Hua) Aver. (1997)

По данным Королевских ботанических садов в Кью:
- Paph. malipoense var. malipoense
Синонимы: Paph. malipoense f. concolor Braem in G.J.Braem, 1998; Paph. malipoense f. tonnianum Roeth, 2000; Paph. malipoense f. virescens O.Gruss & Roeth, 2001.
- Paph. malipoense var. angustatum (Z.J.Liu & S.C.Chen) Z.J.Liu & S.C.Chen, 2002 
Синонимы: Paph. angustatum Z.J.Liu & S.C.Chen, 2000
- Paph. malipoense var. jackii (H.S.Hua) Aver., 1997[4]
Синонимы: Paph. jackii H.S.Hua, 1995; Paph. hiepii Aver., 1998; Paph. malipoense var. hiepii (Aver.) P.J.Cribb, 1998; Paph. jackii var. hiepii (Aver.) Koop., 2000.

Аверьянов Л. В. в своей статье The orchids of Vietnam illustrated survey описывает следующие разновидности:
- Paph. malipoense var. malipoense 
Кончик стаминодия чёрно-фиолетовый.
- Paph. malipoense var. jackii (H.S. Hua) Aver. 1997 
В отличие от номинальной формы имеет более узкие лепестки. На нижней поверхности листьев фиолетовая пигментация отсутствует или слабо развита. В верхней части стаминодия жёлтое пятно с чуть фиолетовым отливом. Достоверно известен только из небольшого участка в северном Вьетнаме (провинция Туенкуанг).
- Paph. malipoense var. hiepii (Aver.) P.J. Cribb, 1998 
Листья почти белого цвета с темно-зеленым жилкованием и редкими пурпурно-фиолетовыми пятнами на нижней поверхности. Цветы отличаются от номинальной формы узкояйцевидными или ланцетовидные лепестками. Эта вариация известна только по типовым экземплярам[5]. В местах находок полностью уничтожен, других популяций не существует или они неизвестны[6].
Существует мнение, что Paph. malipoense var. hiepii является аномальной формой Paph. malipoense var. jackii[7].

## Этимология и история описания
Описан по растениям найденным в Китае (провинция Юньнань, Malipo, Hwang Jin), 1300—1600 метров над уровнем моря.
Видовой эпитет «malipoense» образован от названия города Malipo.
Вьетнамское название — Lan hài xanh. 

Китайское название — 麻栗坡兜兰 (ma li po dou lan).

## Биологическое описание
Побег симподиального типа, скрыт основаниями 4—6 листьев.
Листья кожистые, продолговатые, с мозаичным рисунком, пурпурно-фиолетовые снизу, 10—16 (до 20) см в длину, 2.5—5 (до 7) см в ширину.
Соцветие 1 (редко 2) цветковое, 30—65 см в высоту. Бутон развивается несколько месяцев.
Цветки 8—12.2 см в диаметре, с ароматом яблок. По другим данным аромат напоминает запах малины. Парус может быть плоским, заостренным, насыщенного зеленого цвета, а иногда имеет несколько коричневых штрихов в основании. Лепестки удлинённо-яйцевидные. Губа светлого серо-зеленого цвета. Пятна и штрихи, находящиеся внутри губы, хорошо видны снаружи.
Хромосомы: 2n=26.

## Ареал, экологические особенности
Южный Китай, северный Вьетнам, северо-восточный Лаос.
Литофиты или наземные растения в вечнозеленых влажных лесах различных типов на известняковых массивах. Встречается на высотах от 400 до 1450 метров над уровнем моря.
Цветёт в марте—апреле. Цветоносы начинают развиваться в сентябре—октябре, но в связи в понижением температур их развитие приостанавливается.
Тенистые местообитания. рН 6.9—7.5.
Летние температуры 22.7—27.2 °C. Зимние 10—15.5 °C (в ночное время может опускаться до 0 °C).
В провинции Гуйчжоу (Китай) встречается совместно с Paphiopedilum concolor, Vanilla annamensis, Phalaenopsis wilsonii, Vanda concolor и Cheirostylis sinensis.
Относится к числу охраняемых видов (I приложение CITES).

## В культуре
Paph. malipoense легко адаптируется к условиям культуры.
Температурная группа летом тёплая, зимой умеренная.
Paph. malipoense может выращиваться при искусственном освещении без значительных сезонных перепадов температур, с суточными перепадами в пределах 5—7 °С. Сухой воздух и температуры выше 20 °С в период бутонизации и цветения могут привести к сбрасыванию бутонов или не полностью открытых цветков.
Относительная влажность воздуха: от 50 % и выше.
Цветение с января по май.
Посадка в пластиковые и керамические горшки с несколькими дренажными отверстиями на дне, обеспечивающими равномерную просушку субстрата.
По мнению некоторых коллекционеров является кальцефилом. Хотя этот вид встречается только на известняках, предполагается, что это связано с особенностями микоризы необходимой для прорастания семян, а не с потребностями взрослых растений.
Основные компоненты субстрата: см. статью Paphiopedilum.
В период активной вегетации частота полива подбирается таким образом, чтобы субстрат внутри горшка не успевал высохнуть полностью. В зимние месяцы, растения содержат в прохладных условиях, в промежутках между поливами субстрат должен полностью просыхать.
Paph. matipoense — один из двух видов Paphiopedilum, которые, чувствительны к загрязнению воздуха, другим является Paph. wardii. 
Собранные в природе растения на цветочном рынке Куньмин (Китай) стоят от 30 до 50 юаней (около 4,40 $ до 7,30 $), в США до 50 $.

## Естественныегибриды
- Paphiopedilum ×fanaticum (= Paph. malipoense × Paph. micranthum) (Китай)

## Первичные искусственныегибриды(грексы)
По данным The International Orchid Register
- Paph. Chocolate Moustache (= Paph. malipoense × Paph. wilhelminiae) J.L.Fischer 2009
- Paph. Envy Green (= Paph. malipoense × Paph. primulinum) Y.Murakami 1996
- Paph. Fanaticum (= Paph. malipoense × Paph. micranthum) hort. 1999
- Paph. Harold Koopowitz (= Paph. malipoense × Paph. rothschildianum) Paphanatics 1995
- Paph. Hideki Okuyama (= Paph. malipoense × Paph. glanduliferum) O.Gruss 1997
- Paph. Howard Frank (= Paph. malipoense × Paph. kolopakingii) T.Kalina 1997
- Paph. Jennifer Kalina (= Paph. malipoense × Paph. chamberlainianum) T.Kalina 1995
- Paph. Ma Belle (= Paph. malipoense × Paph. bellatulum) T.Root 1992
- Paph. Memoria Larry Heuer (= Paph. malipoense × Paph. emersonii) Yamato-Noen 1991
- Paph. Memoria Professor Ken Seldman (= Paph. malipoense × Paph. moquetteanum) World of Orchids 2007
- Paph. Mint Chocolate (= Paph. malipoense × Paph. godefroyae) T.Root 1994
- Paph. Norito Hasegawa (= Paph. malipoense × Paph. armeniacum) T.Root 1992
- Paph. Taida Lawrance (= Paph. malipoense × Paph. sanderianum) Taida 2000
- Paph. Taieri Pride (= Paph. malipoense × Paph. stonei var. latifolium) B.Fraser 2001
- Paph. Wössner Butterfly (= Paph. malipoense × Paph. vietnamense) F.Glanz 2003
- Paph. Wössner Malictoria (= Paph. malipoense × Paph. victoria-regina) F.Glanz 1994
- Paph. Yakushiji (= Paph. malipoense × Paph. wenshanense) T.Tanaka 2004
- Paph. Guacamole (= Paph. glaucophyllum × Paph. malipoense) Paphanatics 1992
- Paph. Jade Dragon (= Paph. fairrieanum × Paph. malipoense) T.Root 1991
- Paph. Kee Chin Lim (= Paph. platyphyllum × Paph. malipoense) K.Richards 2001
- Paph. Lynleigh Koopowitz (= Paph. delenatii × Paph. malipoense) Paphanatics 1991
- Paph. Regcan Sanfan (= Paph. micranthum × Paph. malipoense) O/U 2005
- Paph. Shun-Fa Golden (= Paph. hangianum × Paph. malipoense) Dou-Ya Orchids 2005
- Paph. Thomas Fourman (= Paph. liemianum × Paph. malipoense) O/U (S.Krauss) 2000
- Paph. Wössner Concomal (= Paph. concolor × Paph. malipoense) F.Glanz 1993
- Paph. Wössner Jade (= Paph. niveum × Paph. malipoense) F.Glanz 1991
- Paph. Wössner Malihay (= Paph. haynaldianum × Paph. malipoense) F.Glanz 1996
- Paph. Wössner Philimal (= Paph. philippinense × Paph. malipoense) F.Glanz 1995